# Demonism
Demonism e българска блек метъл група основана в Стара Загора през 1995 година.

## Състав
| Последни членове - Айкън И – бас (?–2014) - Мефисто Диаболис – барабани (1995–2014) - Лорд Хадес – вокали и китара (1995–2014) - Георги Михайлов – китара (2012–2014) |  | Предишни членове - Паганус – бас (1995–1997) - Гном – вокали (1997) - Арканъс Парагон – бас (1998–2002) - Клоу Морлок – клавиши, китара (1998–2002) - Родот – китара (2010–2012) - Десо – вокали (2011–2012) |

## Дискография

### Албуми
- 2001: Like Tides into Black
- 2005: Reflections